# Matías Díaz Sangiorgio
Matías Díaz Sangiorgio (Buenos Aires, 27 de septiembre de 1978), más conocido como Mati Díaz, es un exjugador de pádel argentino.
Su juego se caracteriza por ser defensivo y por luchar por cada punto, de ahí que le apoden El Warrior.[cita requerida]
Su hermano, Godo Díaz, es también jugador profesional de pádel.

## Carrera
Matías comenzó su carrera con 9 años en Argentina y pronto decidió dar el salto para venir a jugar a España. Tuvo como primeros compañeros a Gastón Malacalza, seguido de  Miguel Lamperti y después jugó con otros jugadores como Hernán Auguste y Cristián Gutiérrez. Ha sido varias veces campeón de España y en 2015 realizó una gran temporada junto a Paquito Navarro logrando ser la segunda pareja del circuito. Sin embargo, para la nueva temporada la pareja se deshizo y se juntó con Maxi Sánchez como nuevo compañero, y ya en el primer torneo demostraron su calidad llegando a la final del mismo.
Matías no destaca por ser un jugador ofensivo, pero tiene una gran capacidad para defender cada punto, lo que le ha hecho mantenerse entre los 10 primeros del ranking.
Matías Díaz y Maxi Sánchez ganaron su primer torneo en noviembre de 2016, al vencer a Sanyo Gutiérrez y Paquito Navarro en la final del Mendoza Open.
También fue convocado por la Selección española de pádel para disputar el mundial de pádel de 2016, que se disputó en Portugal. A pesar de que ganó su partido junto a Juani Mieres frente a los argentinos Maxi Sánchez y Agustín Gómez Silingo por un contundente 6-0 y 6-1, finalmente las otras parejas argentinas ganaron los otros dos partidos posteriores, y se proclamaron campeones del mundo.
En 2017, Maxi Sánchez siguió siendo su pareja deportiva. Su primera final de la temporada llegó en el Mijas Open, en el que perdieron ante Franco Stupaczuk y Cristián Gutiérrez por 7-5, 4-6 y 4-6.
En el siguiente torneo, en Gran Canaria, volvieron a llegar a la final, volviéndola a perder frente a los mismos rivales que en Mijas por un 7-5 y 6-1.
En el Zaragoza Open lograron acceder a su tercera final de la temporada tras vencer a la pareja nº 2 del mundo, formada por Paquito Navarro y Sanyo Gutiérrez por un 6-3, 2-6 y 7-5. En la final cayeron derrotados por un 6-4 y 6-2 frente a Fernando Belasteguín y Pablo Lima.
En el último torneo de la temporada, disputado en Bilbao, volvieron a acceder a una final tras vencer en semifinales a Paquito Navarro y a Sanyo Gutiérrez. En la final vencieron a Fernando Belasteguín y Pablo Lima por un 7-6, 4-6 y 6-1, logrando el primer título de la temporada.
En el Master Final volvieron a llegar a la final, pero ahí Bela y Lima se tomaron la revancha tras vencerles por 6-3 y 6-2.
En 2018, Alejandro Galán se convirtió en su nueva pareja. Con Galán fueron asiduos en semifinales en los primeros torneos de la temporada, hasta que en el quinto torneo de la temporada, el Valladolid Open, llegaron a la final, donde consiguieron vencer a la pareja formada por Maxi Sánchez y Sanyo Gutiérrez por 7-5, 3-6 y 6-3.
Cinco torneos después, en el Lugo Open, volvieron a repetir triunfo, después de imponerse por 6-0 y 6-4 a Luciano Capra y a Ramiro Moyano.

## Padel Pro Tour-World Padel Tour (desde 2006)

### Títulos
| N.º | Año                     | Torneo            | Pareja                    | Oponentes en la final            | Resultado           |
| --- | ----------------------- | ----------------- | ------------------------- | -------------------------------- | ------------------- |
| 1.  | 9 de noviembre de 2008  | Salamanca         | Miguel Lamperti           | Gabriel Reca Hernán Auguste      | 6-4 6-4             |
| 2.  | 17 de mayo de 2009      | Granada           | Miguel Lamperti           | Gabriel Reca Hernán Auguste      | 3-6 6-4 6-2         |
| 3.  | 15 de noviembre de 2009 | La Coruña         | Miguel Lamperti           | Gabriel Reca Hernán Auguste      | 6-3 6-7 6-4         |
| 4.  | 14 de marzo de 2010     | Mar del Plata     | Miguel Lamperti           | Pablo Lima Juani Mieres          | 7-5 4-6 7-5         |
| 5.  | 5 de septiembre de 2010 | Palma de Mallorca | Miguel Lamperti           | Chico Gomes Federico Quiles      | 7-5 6-0             |
| 6.  | 7 de agosto de 2011     | Fuengirola        | Hernán Auguste            | Sanyo Gutiérrez Sebastián Nerone | 6-7 6-2 7-5         |
| 7.  | 30 de junio de 2013     | La Coruña         | Cristian Gutiérrez Albizu | Pablo Lima Juani Mieres          | 6-7 7-6 1-6 6-3 6-3 |
| 8.  | 7 de julio de 2013      | Santander         | Cristian Gutiérrez Albizu | Pablo Lima Juani Mieres          | 7-6 6-1 7-5         |
| 9   | 29 de marzo de 2015     | Barcelona         | Paquito Navarro           | Luciano Capra David Gutiérrez    | 6-1 / 6-2           |
| 10. | 6 de noviembre de 2016  | Mendoza           | Maxi Sánchez              | Sanyo Gutiérrez Paquito Navarro  | 6-4 7-5             |
| 11. | 26 de noviembre de 2017 | Bilbao            | Maxi Sánchez              | Pablo Lima Fernando Belasteguín  | 7-6 4-6 6-1         |
| 12. | 24 de junio de 2018     | Valladolid        | Alejandro Galán           | Sanyo Gutiérrez Maxi Sánchez     | 7-5 / 3-6 / 6-3     |
| 13. | 9 de septiembre de 2018 | Lugo              | Alejandro Galán           | Lucho Capra Ramiro Moyano        | 6-0 / 6-4           |
| 14  | 17 de noviembre de 2019 | Córdoba Open      | Franco Stupaczuk          | Juan Lebrón Paquito Navarro      | 6-3 / 6-3           |

### Finales
| N.º | Año                      | Torneo                   | Pareja             | Oponentes en la final                 | Resultado            |
| --- | ------------------------ | ------------------------ | ------------------ | ------------------------------------- | -------------------- |
| 1.  | 8 de octubre de 2006     | Guecho                   | Chema Montes       | Juan Martín Díaz Fernando Belasteguín | 3-6 4-6              |
| 2.  | 16 de septiembre de 2007 | Mérida                   | Miguel Lamperti    | Juan Martín Díaz Fernando Belasteguín | 1-6 4-6              |
| 3.  | 30 de septiembre de 2007 | Mérida                   | Miguel Lamperti    | Juan Martín Díaz Fernando Belasteguín | 3-6 3-6              |
| 4.  | 27 de abril de 2008      | Granada                  | Miguel Lamperti    | Juan Martín Díaz Fernando Belasteguín | 7-5 3-6 3-6          |
| 5.  | 22 de junio de 2008      | Córdoba                  | Miguel Lamperti    | Cristian Gutiérrez Seba Nerone        | 4-6 6-7              |
| 6.  | 17 de agosto de 2008     | Reserva del Higuerón     | Miguel Lamperti    | Juan Martín Díaz Fernando Belasteguín | 1-6 4-6              |
| 7.  | 14 de septiembre de 2008 | Mérida                   | Miguel Lamperti    | Juan Martín Díaz Fernando Belasteguín | 3-6 3-6              |
| 8.  | 28 de junio de 2009      | Córdoba                  | Miguel Lamperti    | Juan Martín Díaz Fernando Belasteguín | 6-7(4) 5-7           |
| 9.  | 6 de septiembre de 2009  | Palma de Mallorca        | Miguel Lamperti    | Cristian Gutiérrez Seba Nerone        | 3-6 6-1 6-7          |
| 10. | 13 de septiembre de 2009 | Sevilla                  | Miguel Lamperti    | Gabriel Reca Hernán Auguste           | 1-6 6-2 4-6          |
| 11. | 16 de mayo de 2010       | San Sebastián            | Miguel Lamperti    | Juan Martín Díaz Fernando Belasteguín | 3-6 1-6              |
| 12. | 20 de junio de 2010      | Córdoba                  | Miguel Lamperti    | Juan Martín Díaz Fernando Belasteguín | 7-6 2-6 2-6          |
| 13. | 11 de julio de 2010      | Alicante                 | Miguel Lamperti    | Juan Martín Díaz Fernando Belasteguín | 3-6 abandono         |
| 14. | 1 de agosto de 2010      | Marbella                 | Miguel Lamperti    | Juan Martín Díaz Fernando Belasteguín | 2-6 3-6              |
| 15. | 14 de agosto de 2011     | Gijón                    | Hernán Auguste     | Juan Martín Díaz Fernando Belasteguín | 1-6 4-6              |
| 16. | 4 de septiembre de 2011  | Palma de Mallorca        | Hernán Auguste     | Sanyo Gutiérrez Seba Nerone           | 4-6 6-7              |
| 17. | 21 de julio de 2013      | El Puerto de Santa María | Cristian Gutiérrez | Pablo Lima Juani Mieres               | 3-6 2-6 3-6          |
| 18. | 1 de septiembre de 2013  | Alicante                 | Cristian Gutiérrez | Juan Martín Díaz Fernando Belasteguín | 2-6 4-6 4-6          |
| 19. | 24 de noviembre de 2013  | Villa Martelli           | Cristian Gutiérrez | Sanyo Gutiérrez Maxi Sánchez          | 6-4 6-7 2-6 3-6      |
| 20. | 1 de diciembre de 2013   | Villa Carlos Paz         | Cristian Gutiérrez | Pablo Lima Juani Mieres               | 7-6 1-6 2-6 abandono |
| 21. | 7 de septiembre de 2014  | Alcobendas               | Cristian Gutiérrez | Pablo Lima Juani Mieres               | 4-6 6-4 7-5 3-6 4-6  |
| 22. | 7 de septiembre de 2014  | Alcobendas               | Cristian Gutiérrez | Pablo Lima Juani Mieres               | 4-6 6-4 7-5 3-6 4-6  |
| 23. | 12 de abril de 2015      | Cádiz                    | Paquito Navarro    | Willy Lahoz Fernando Belasteguín      | 4-6 / 3-6            |
| 24. | 26 de abril de 2015      | Santa Cruz de la Palma   | Paquito Navarro    | Willy Lahoz Fernando Belasteguín      | 2-6 / 6-7            |
| 25. | 21 de junio de 2015      | Valladolid               | Paquito Navarro    | Pablo Lima Fernando Belasteguín       | 6-7 / 7-6 / 6-7      |
| 26. | 13 de septiembre de 2015 | Mónaco                   | Paquito Navarro    | Pablo Lima Fernando Belasteguín       | 3-6 / 1-6            |
| 27. | 20 de septiembre de 2015 | Madrid                   | Paquito Navarro    | Sanyo Gutiérrez Juani Mieres          | 3-6 / 6-7            |
| 28. | 3 de abril de 2016       | Gijón                    | Maxi Sánchez       | Pablo Lima Fernando Belasteguín       | 1-6 4-6              |
| 29. | 24 de abril de 2016      | Valencia                 | Maxi Sánchez       | Sanyo Gutiérrez Paquito Navarro       | 6-7 6-7              |
| 30. | 11 de septiembre de 2016 | Mónaco                   | Maxi Sánchez       | Pablo Lima Fernando Belasteguín       | 3-6 2-6              |
| 31. | 30 de octubre de 2016    | Zaragoza                 | Maxi Sánchez       | Pablo Lima Fernando Belasteguín       | 1-6 2-6              |
| 32. | 9 de julio de 2017       | Mijas                    | Maxi Sánchez       | Cristian Gutiérrez Franco Stupaczuk   | 7-5 4-6 4-6          |
| 33. | 30 de julio de 2017      | Las Palmas               | Maxi Sánchez       | Cristian Gutiérrez Franco Stupaczuk   | 5-7 1-6              |
| 34. | 29 de octubre de 2017    | Zaragoza                 | Maxi Sánchez       | Pablo Lima Fernando Belasteguín       | 4-6 2-6              |
| 35. | 17 de diciembre de 2017  | Madrid Masters WPT       | Maxi Sánchez       | Pablo Lima Fernando Belasteguín       | 3-6 2-6              |
| 36. | 30 de junio de 2019      | Bastad Open              | Franco Stupaczuk   | Juan Lebrón Paquito Navarro           | 3-6 6-7              |